# جرالد گورالنیک
 جرالد گورالنیک (انگلیسی: Gerald Guralnik؛ زاده ۱۷ سپتامبر ۱۹۳۶) یک فیزیک‌دان در زمینه فیزیک ذرات اهل ایالات متحده آمریکا است.